# Jean-Baptiste Dumon
Pour les articles homonymes, voir Dumon.
Jean-Baptiste-Augustin Dumon (20 septembre 1820, Agen - 4 novembre 1900, Séailles), est un homme politique français.

## Biographie
Entré comme élève à l'École polytechnique en 1839, il en sortit sous-lieutenant d'artillerie en 1841, et donna sa démission la même année, pour exploiter ses vastes vignobles du Gers. 
Maire de Séailles et membre du conseil général du Gers, pour le canton d'Eauze, il fut élu, le 8 février 1871, représentant du Gers à l'Assemblée nationale. Il prit place à l'extrême-droite, fit partie de la réunion des Réservoirs, signa la proposition tendant au rétablissement de la monarchie, et l'adresse des députés syllabistes au pape. Dans une lettre rendue publique, il affirma son attachement au « comte de Chambord » et à son drapeau. 
Le 11 décembre 1875, il fut réélu, sur la liste de coalition entre l'extrême-droite intransigeante et les gauches républicaines, sénateur inamovible. Il a pris place à l'extrême-droite de la Chambre haute, a soutenu le cabinet du 16 mai et combattu les ministères républicains au pouvoir.

## Sources
- « Jean-Baptiste Dumon », dans Adolphe Robert et Gaston Cougny, Dictionnaire des parlementaires français, Edgar Bourloton, 1889-1891 [détail de l’édition]